# Saginaw (Michigan)
Pour les articles homonymes, voir Saginaw.
Saginaw est une ville américaine de l'État du Michigan, dont la population en 2000 s'élevait à 51 508 habitants. La ville est le siège du comté de Saginaw. La ville fut fondée en 1815 par le trappeur d'origine canadienne-française Louis Campau qui créa un poste de traite de fourrure.
Saginaw est l'hôte d'une équipe de hockey sur glace junior majeur de la Ligue de Hockey de l'Ontario (OHL), le Spirit de Saginaw.
Elle est mentionnée dans les paroles de la chanson de Simon & Garfunkel America : « It took me four days to hitchhike from Saginaw » (« ça m'a pris quatre jours de stop depuis Saginaw »).
La chanson Saginaw, Michigan a été écrite par le chanteur de country Lefty Frizzell et est no 1 sur le US-countryhitlist en 1964.
Alexis de Tocqueville dans Quinze jours au désert donne un aperçu de la petite ville en 1831, qui est à l'époque un avant-poste de la colonisation.

## Évêché
- Diocèse de Saginaw
- Liste des évêques de Saginaw
- Cathédrale Sainte-Marie de Saginaw

## Sport
- Hockey sur glace:
  - 1972-1983: Gears de Saginaw (LIH)
  - 1985-1989: Hawks de Saginaw (LIH)
  - 1994-1999: Wheels de Saginaw/Lumber Kings de Saginaw/Gears de Saginaw (CoHL/UHL)
  - 2002- : Spirit de Saginaw (LHO)

## Personnalités liées à la ville
- Tyrone Davis, chanteur de musique soul
- Draymond Green, joueur de basket-ball évoluant aux Warriors de Golden State
- Kenyon Martin, joueur de basket-ball évoluant aux Bucks de Milwaukee
- Jason Richardson, joueur de basket-ball évoluant aux 76ers de Philadelphie
- Gerald Vincke, évêque catholique
- Barbara Sheldon, actrice de cinéma qui y est décédée en 2007
- Agnes E. Wells (1876-1959), éducatrice et militante, est née, a vécu et est décédée à Saginaw
- Serena Williams, joueuse de tennis professionnelle
- Stevie Wonder, auteur-compositeur-interprète.

## Dans la culture populaire
- L'épisode 14 de la saison 1 de Supernatural se déroule à Saginaw[2].
- Dans la Saison 5 de The 100, Miles Shaw semble avoir vécu à Saginaw avant la première apocalypse

## Source
- (en) Cet article est partiellement ou en totalité issu de l’article de Wikipédia en anglais intitulé « Saginaw, Michigan » (voir la liste des auteurs).

1. ↑  Alexis de Tocqueville, Quinze jours au désert, Michigan, Le passager clandestin, 2011, 108 p. (lire en ligne)
2. ↑  (en-US) « Popular Culture Mentions | Michigan History » (consulté le 11 novembre 2020)